# سمنیه (فرقه)
سمنیه یا شمنیه از فرقه‌های بودایی است که پیش از ظهور اسلام وجود داشته اما پس از آن در عقاید کلامی گروهی از مسلمانان تاثیر گذاشته‌است. رهبر این فرقه شخصی به نام جریر بن حازم ازدی است که در بصره می‌زیسته و منزل وی به عنوان محلی برای اجتماع گفتگوی بودائیان بوده‌است.

## اعتقادات
از عقاید این گروه، تناسخ است.
1. 1 2  «فرهنگ فرق اسلامی - مشکور، محمد جواد؛ مدیرشانه چی، کاظم - کتابخانه مدرسه فقاهت». lib.eshia.ir. دریافت‌شده در ۲۰۲۰-۰۹-۲۷.
2. ↑  «دانشنامه جهان اسلام - بنیاد دائرةالمعارف اسلامی - کتابخانه مدرسه فقاهت». lib.eshia.ir. دریافت‌شده در ۲۰۲۰-۰۹-۲۷.
3. ↑  «دانشنامه جهان اسلام - بنیاد دائرةالمعارف اسلامی - کتابخانه مدرسه فقاهت». lib.eshia.ir. دریافت‌شده در ۲۰۲۰-۰۹-۲۷.
4. ↑  «دانشنامه بزرگ اسلامی - مرکز دائرةالمعارف بزرگ اسلامی - کتابخانه مدرسه فقاهت». lib.eshia.ir. دریافت‌شده در ۲۰۲۰-۰۹-۲۷.